# Ponte Bernardo Goldfarb
A Ponte Bernardo Goldfarb é uma ponte que cruza o Rio Pinheiros, na cidade de São Paulo, Brasil. Constitui parte do sistema viário da Marginal Pinheiros.
Ela interliga, no sentido centro, a Avenida Professor Francisco Morato, no Butantã à Rua Butantã, em Pinheiros. Já no sentido bairro, faz a ligação da Rua Eugênio de Medeiros, em Pinheiros, à Avenida Vital Brasil, no Butantã.

## História
O projeto da duplicação da Ponte Eusébio Matoso surgiu na gestão Covas (1983-1985), tendo constado no programa de governo da gestão Jânio Quadros (1986-1989). Por problemas econômicos, o projeto saiu do papel apenas na gestão Erundina (1989-1992), tendo sido concluída na gestão Maluf (1993-1996).
Dentro da Operação Urbana Consorciada Faria Lima, existem planos para a construção de uma ciclopassarela ao lado da ponte.

## Toponímia
Durante sua fase de projeto na gestão Erundina, a ponte era conhecida como "Nova Eusébio Matoso" e deveria atender exclusivamente a ônibus. Em 1993 o prefeito Paulo Maluf modificou o projeto (permitindo o trânsito dos demais veículos) e renomeou a ponte para Bernardo Goldfarb, através do decreto Nº 33.281, de 17 de junho de 1993.
Bernardo Goldfarb nasceu em São Paulo em 1923, filho de judeus poloneses emigrados. Aos 18 anos gerenciava o comércio do pai e ingressou no curso de contabilidade da Fundação Armando Alvares Penteado. Após ter trabalhado brevemente no ramo de representação de auto-peças Goldfarb abre as Lojas Marisa, que cresceriam ao longo dos próximos 40 anos, tornando-se dono de uma rede de centenas de lojas e que lucrava US$ 400 bilhões em 1988. Após sofrer um infarto aos 62 anos, faleceu em 5 de agosto de 1990.